# Natació als Jocs Olímpics d'estiu de 1928 - 100 metres esquena masculins
Els 100 metres esquena masculins va ser una de les onze proves de natació que es disputaren als Jocs Olímpics d'Amsterdam de 1928. La competició es disputà entre el 7 i el 9 d'agost de 1928. Hi van prendre part 19 nedadors procedents de 12 països.

## Medallistes
| Or                 | Plata               | Bronze           |
| George Kojac (USA) | Walter Laufer (USA) | Paul Wyatt (USA) |

## Rècords
Aquests eren els rècords del món i olímpic que hi havia abans de la celebració dels Jocs Olímpics de 1928.
| Rècord del Món | 1:09.0 | George Kojac   | Detroit (U.S.) | 23 de juny de 1928 |
| Rècord Olímpic | 1:13.2 | Warren Kealoha | París (FRA)    | 18 juliol 1924     |

En la primera sèrie George Kojac establí un nou rècord olímpic amb un temps de 1:09.2 minuts. En la final ell mateix establí un nou rècord del món amb 1:08.2 minuts.

## Resultats

### Sèries
Es disputa el dimarts 7 d'agost. Els dos nedadors més ràpids de cada sèrie i el millor tercer passaren a semifinals. En haver-hi un empat en la segona posició de la cinquena sèrie, ambdós passaren a semifinals enlloc d'una tercera posició.
Sèrie 1
| Pos. | Nedadora               | Temps  | Qual. |
| ---- | ---------------------- | ------ | ----- |
| 1    | George Kojac (USA)     | 1:09.2 | QQ OR |
| 2    | Toshio Irie (JPN)      | 1:13.4 | QQ    |
| 3    | Albert Schumberg (GER) | 1:16.6 |       |
| 4    | Roland Johansson (SWE) | 1:17.4 |       |

Sèrie 2
| Pos. | Nedadora             | Temps  | Qual. |
| ---- | -------------------- | ------ | ----- |
| 1    | Walter Laufer (USA)  | 1:12.8 | QQ    |
| 2    | John Besford (GBR)   | 1:15.0 | QQ    |
| 3    | Aladár Bitskey (HUN) | 1:15.6 |       |
| 4    | Johann Schulz (GER)  | 1:17.2 |       |

Sèrie 3
| Pos. | Nedadora            | Temps  | Qual. |
| ---- | ------------------- | ------ | ----- |
| 1    | Tom Boast (AUS)     | 1:17.0 | QQ    |
| 2    | Gérard Blitz (BEL)  | 1:18.8 | QQ    |
| 3    | Len Moorhouse (NZL) | 1:20.4 |       |

Sèrie 4
| Pos. | Nedadora             | Temps  | Qual. |
| ---- | -------------------- | ------ | ----- |
| 1    | Ernst Küppers (GER)  | 1:14.0 | QQ    |
| 2    | Willie Francis (GBR) | 1:16.4 | QQ    |
| 3    | Émile Zeibig (FRA)   | 1:20.0 |       |
| 4    | Eugène Kuborn (LUX)  |        |       |

Sèrie 5
| Pos. | Nedadora             | Temps  | Qual. |
| ---- | -------------------- | ------ | ----- |
| 1    | Paul Wyatt (USA)     | 1:14.0 | QQ    |
| 2    | Eskil Lundahl (SWE)  | 1:14.4 | QQ    |
| 2    | Munroe Bourne (CAN)  | 1:14.4 | QQ    |
| 4    | Shourai Kimura (JPN) |        |       |

### Semifinals
Es disputaren el dimecres 8 d'agost de 1928. Els tres nedadors més ràpids de cada semifinal passen a la final.
Semifinal 1
| Pos. | Nedadora             | Temps  | Qual. |
| ---- | -------------------- | ------ | ----- |
| 1    | George Kojac (USA)   | 1:10.0 | QF    |
| 2    | Toshio Irie (JPN)    | 1:14.0 | QF    |
| 3    | John Besford (GBR)   | 1:14.8 | QF    |
| 4    | Munroe Bourne (CAN)  |        |       |
| 5    | Eskil Lundahl (SWE)  |        |       |
| 6    | Willie Francis (GBR) |        |       |

Semifinal 2
| Pos. | Nedadora            | Temps  | Qual. |
| ---- | ------------------- | ------ | ----- |
| 1    | Walter Laufer (USA) | 1:12.6 | QF    |
| 2    | Paul Wyatt (USA)    | 1:14.2 | QF    |
| 2    | Ernst Küppers (GER) | 1:14.2 | QF    |
| 4    | Tom Boast (AUS)     |        |       |
| —    | Gérard Blitz (BEL)  | DNS    |       |

### Final
Es disputà el dijous 9 d'agost de 1928.
| Pos. | Nedadora            | Temps     |
| ---- | ------------------- | --------- |
| 1    | George Kojac (USA)  | 1:08.2 WR |
| 2    | Walter Laufer (USA) | 1:10.0    |
| 3    | Paul Wyatt (USA)    | 1:12.0    |
| 4    | Toshio Irie (JPN)   | 1:13.6    |
| 5    | Ernst Küppers (GER) | 1:13.8    |
| 6    | John Besford (GBR)  | 1:15.4    |